# Bokokius penicillatus
Bokokius penicillatus är en spindelart som beskrevs av Roewer 1942. Bokokius penicillatus ingår i släktet Bokokius och familjen hoppspindlar. Inga underarter finns listade.